# سد تنگزگیو
سد تنگزگیو (به لاتین: Tengzigou Dam) یک سد قوسی در چین است که در Shizhu Tujia Autonomous County واقع شده‌است.